# اولنا مازورنکو
اولنا مازورنکو (اوکراینی: Олена Мазуренко؛ زادهٔ ۲۴ اکتبر ۱۹۶۹) بازیکن فوتبال اهل اتحاد جماهیر شوروی سوسیالیستی است.
از باشگاه‌هایی که در آن بازی کرده‌است می‌توان به باشگاه فوتبال نورنبرگ اشاره کرد.
وی همچنین در تیم ملی فوتبال زنان اوکراین بازی کرده‌است.